# Capitalist realism
Capitalist realism: is there no alternative?, eller "realkapitalismen" är en bok publicerad 2009 av den brittiske filosofen och kulturteoretikern Mark Fisher.
Boken är i korthet en undersökning av kapitalismens kulturella och psykologiskt destruktiva effekter på samhället och har blivit läst av såväl en bredare offentlighet som akademiker.
Boken populariserade begreppet realkapitalism eller "kapitalistisk realism".

## Sammanfattning
I boken hävdar Fisher att kapitalismen har blivit det enda samhälleliga systemet i den moderna världen, och att alla alternativ till den ses som "orealistiska eller omöjliga". 
Denna idé, som Fisher kallar "realkapitalism", har skapat en känsla av resignation och maktlöshet bland människor, vilket får dem att känna att de inte har något annat val än att acceptera det kapitalistiska systemet som det är, trots stora brister och orättvisor.
Fisher hävdar att denna realkapitalism har haft en djupgående inverkan på den samtida kulturen, vilket har lett till en brist på frigörande fantasi inför framtidens stora projekt och ett fokus på individualism och konsumtion. Han hävdar också att detta tankesätt har lett till en ökning av psykiska problem, som är symptom på verkliga, materiella problem. Något som blir extra akut när människor känner sig fångade i ett system som de inte lyckas fly ifrån.
Ett av huvudteman i boken är tanken att kapitalismen har koloniserat vår fantasi, vilket gör det svårt för människor att föreställa sig alternativ till det nuvarande systemet. Fisher menar att detta har lett till en brist på kollektiv organisering och en känsla av förtvivlan hos många människor, som känner att de inte har någon makt alls att förändra världen.
För att lösa detta problem uppmanar Fisher till skapandet av ett "politiskt omedvetet", där människor kan samlas för att föreställa sig och verka för alternativa framtider. Han anser att detta är nödvändigt för att bryta sig loss från den kapitalistiska realismen och skapa ett mer rättvist och humant samhälle.

## På svenska
Boken är utgiven på svenska under titeln Kapitalistisk realism på Tankekraft förlag.